# Malenza
Malenza (cyr. Маленза) – wieś w Czarnogórze, w gminie Danilovgrad. W 2011 roku liczyła 119 mieszkańców.